# Edmonds Station
Edmonds Station je osobní železniční stanice ve městě Edmonds v americkém státě Washington. Zastavují zde vlaky Amtraku Empire Builder a Amtrak Cascades a projíždí tudy severní spoj vlaku Sounder. Stanici, nástupiště a parkoviště vlastní Burlington Northern Santa Fe.
Momentálně zde zastavují čtyři spoje Sounder v ranní špičce, které se vrací zpět v odpolední špičce. Společnost Sound Transit původně chtěla přemístit stanici pro svůj severní spoj do plánovaného Edmondského multimodálního dopravního terminálu, který byl částí projektu washingtonského ministerstva dopravy, ale místo toho bylo přistoupeno k renovaci nynější stanice, která bude stát téměř 13 milionů dolarů a bude dokončena na začátku roku 2011. Skupina vlastníků modelových železnic Swamp Creek & Western Railroad Association má sídlo ve stanici.
Z osmnácti washingtonských stanic v systému Amtrak byla v roce 2010 edmondská stanice osmou nejvytíženější. Nastoupilo zde nebo vystoupilo asi devadesát cestujících denně.